# The sentinel (Pallas)
The sentinel is het tweede muziekalbum van het Schotse Pallas. Na hun eerste uitgave en veel optredens in het clubcircuit kreeg Pallas een platencontract aangeboden door EMI. EMI zag mogelijkheden in de ontwikkeling van de neoprog en had ook al Marillion onder hun vleugels. Echter volledig gaan voor de progressieve rock wilde het platenlabel ook weer niet gaan, er moesten wel commercieel aantrekkelijke nummers ontstaan. De band wilde het album als volgt uitgeven:

Side 1
1. "Rise and Fall. part 1" - 6:05
2. "Eastwest" - 4:58
3. "March on Atlantis" - 5:23
4. "Rise and Fall, part 2" - 4:08

Side 2
1. "Heart Attack" - 7:59
2. "Atlantis" - 7:59
3. "Ark of Infinity" - 7:05

Het album zou dan een groot deel van hun suite Atlantis bevatten.
Onder druk van EMI verscheen het album echter als volgt:

Side 1
1. "Eyes in the Night (Arrive Alive)" - 4:08
2. "Cut and Run" - 5:02
3. "Rise and Fall" - 10:16

Side 2

1. "Shock Treatment" - 4:29
2. "Ark of Infinity" - 7:05
3. "Atlantis" - 8:00

De missende tracks waren wel verkrijgbaar, maar de fans moesten dan die andere nummers erbij kopen. Dat gebeurde niet, want Pallas was lang niet zo bekend als bijvoorbeeld Marillion en bovendien was het in veel Westerse landen crisis. Degene die het album wel kochten kregen eigenlijk een exemplaar waar geen touw aan vast te knopen was, want delen van het verhaal ontbraken gewoonweg (desastreus voor een conceptalbum.   
In 1992 kwam de eerste compact discversie uit via het platenhuis Centaur Discs Ltd. (CENCD1). Van het oppoetsen van het geluid was toen nog geen sprake, maar er was ten minste een Cd-versie verkrijgbaar. In 1998 toen de band weer even in de belangstelling stond kwam opnieuw een versie uit bij InsideOut Music, een destijds onafhankelijk platenlabel. De baas bij InsideOut Music, SPV Records ging bijna failliet en InsideOut kwam terecht in de stal van EMI.
De muziek van The sentinel rustte bijna volledig op de muziek van een vroege Genesis, met dezelfde onvolmaaktheden. De loopbaan van de band kreeg door dit album wel een flinke impuls, maar stokte weer toen Euan Lowson twee maanden na de release van dit album vertrok. Het album gaat zelf over de Koude Oorlog, in 1992 werd daar nog aan gerefereerd met de opmerking: De Berlijnse Muur stond er nog. Het waren nog tijden van doemdenken, want Matthewson sluit af met: "Anyway, things are different now, and we like to think we live in a safer world now".   
De hoes was destijds een bezienswaardigheid; zij was ontworpen door Patrick Woodroffe. 

## Musici
- Euan Lowson – zang
- Niall Matthewson – gitaar, zang
- Graeme Murry – basgitaar, zang, achtergrondzang, baspedalen
- Ronnie Brown – toetsinstrumenten
- Derek Forman – slagwerk

## Muziek
| Nr. | Titel                  | Duur |
| --- | ---------------------- | ---- |
| 1.  | Shock treatment        | 4:29 |
| 2.  | Cut and run            | 4:59 |
| 3.  | Arrive alive           | 4:05 |
| 4.  | Rise and fall (part 1) | 6:05 |
| 5.  | East west              | 4:58 |
| 6.  | March on Atlantis      | 5:23 |
| 7.  | Rise and fall (part 2) | 4:08 |
| 8.  | Heart attack           | 7:59 |
| 9.  | Atlantis               | 7:59 |
| 10. | Ark of infinity        | 7:05 |

## Lijst
Het album wist de Britse albumlijst te halen:
| Hitnotering: 25-02-1984 t/m 16-03-1984 | Hitnotering: 25-02-1984 t/m 16-03-1984 | Hitnotering: 25-02-1984 t/m 16-03-1984 | Hitnotering: 25-02-1984 t/m 16-03-1984 | Hitnotering: 25-02-1984 t/m 16-03-1984 |
| Week:                                  | 1                                      | 2                                      | 3                                      |                                        |
| -------------------------------------- | -------------------------------------- | -------------------------------------- | -------------------------------------- | -------------------------------------- |
| Positie:                               | 41                                     | 47                                     | 100                                    | uit                                    |

Ter vergelijking: Marillion's Fugazi hield het 20 weken uit met als hoogste plaats de zesde; de andere twee vertegenwoordigers van neoprog Pendragon met Fly high fall far en IQ met The Wake haalden geen noteringen. De "oude" band Genesis met hun gelijknamige album uit 1983 stond 51 weken met hoogste plaats in de lijst.
De singles vanaf The sentinel Eyes in the night en Shock treatment haalden ook de hitlijsten met respectievelijk 2 weken (hoogste plaats 87) en 2 weken (hoogste plaats 82).